# Kazvin
Kazvin (perzsául: قزوین) 330 000 lakosú város Irán északnyugati részén. Kazvin tartomány székhelye, fontos kulturális központ. 1548 és 1598 között a Szafavida Birodalom fővárosa volt.

## Fekvése
Teherántól északnyugatra fekvő település.

## Története
A várost még I. Sápúr szászánida király alapította 241–272 körül. Fénykorát az Omajjádok és az Abbászida-dinasztia alatt élte a város, majd a mongolok pusztították el, de lassan mégis újjáépült.
1548-ban a szafavida uralkodó I. Tahmászp Tebrizből ide költöztette át udvarát is.
Kazvin 1598-ig volt főváros, mikor Abbász sah székhelyét Iszfahánba helyezte át.
1628-ban Thomas Herbert perzsiai utazásai során írta az akkoriban még 200.000 lakosú városról, hogy nem marad el a birodalom egyéb városai mögött.
1962-ben a környék 108 kis településével együtt Kazvint is romba döntötte a földrengés.
Az 1800 méter tengerszint feletti magasságban fekvő város környéke híres gyümölcstermesztéséről és borászatáról. Itt Kazvinban dolgozzák fel a környező gyümölcsösök termését. Vörös- és fehér testes borait sokan még Siráz borainál is többre tartják.

## Nevezetességek
- A Masdzsid-i Dzsomé-templom 1106 és 1153 között épült, többször is átalakították. Mai formája Nagy Abbasz sah építő, újjáépítő tevékenységének eredménye. Nagy belső udvarát négy ejván díszíti. A déli ejvánnak, az imádság csarnokának ékessége a márványmihráb. Külön érdekessége mágneses hatása is. Az északi ejván két minaretje is Abbasz sah idején kapta mai formáját. A tornyokban kiállítás található.

- Husszein Ima,zadeh emléktemploma. Csodálatos, kék kupolájú épület.
- Medressze-i Hajdarieh korániskola. A 12. században, a szeldzsuk időkben építették egy szasszanida korból való tűztemplom átalakításával. A szeldzsuk építészet egyik legszebb alkotásának tartják.
- Masdzsi-i Sah királyi mecset, mely szép mozaikjairól híres.
- Hamdullah Musztifó (1281-1350) síremléke, aki a város szülötte volt. Ő volt az első perzsa világtörténelem összeállítója. Rasid ad-Din tanítványa volt és egyben földrajztudós. 1335-ben elkészült Győzelem könyve című műve Firdauszi nagy munkájának a Sáhnáménak, a Királyok könyvének folytatása volt, mellyel a 14. századig teljessé tette a perzsa hősi mondakört. Az ő munkássága ösztönözte Nuzhat-al-Kulubot, aki 1340-ben a kor földrajzi tudásának csúcsán írta meg a Szívek gyönyörűsége című művében a perzsa föld kialakulását és részletes útikalauzát, mely az összes akkori települést magába foglalta. E művet még ma is sok tudós forgatja.

- Karracsán-tornyok: középkori mauzóleumok 1067-ből és 1093-ból.
- Ali kapu (AliQapu), vagy más néven Magas kapu.
- Városi Múzeum az Abbaszidák ősi palotájában található.
- Empress Farah Dam a Farah császárné-duzzasztógát és a mögötte fekvő nyaralóhely is innen Kazvinból érhető el.

## Galéria

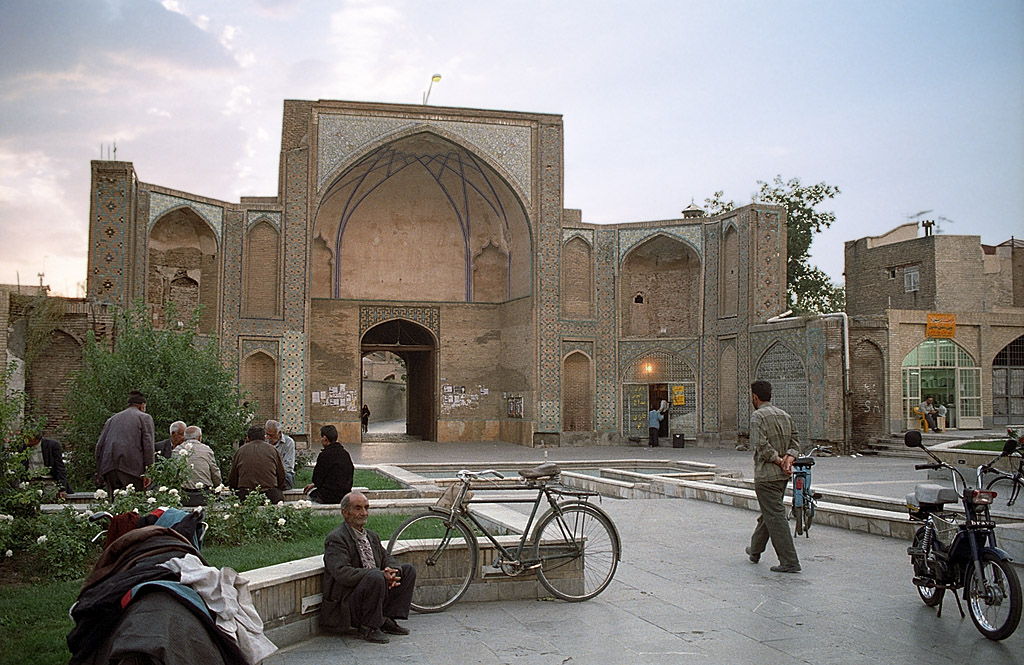
Masdzsid-i Dzsomé-templom
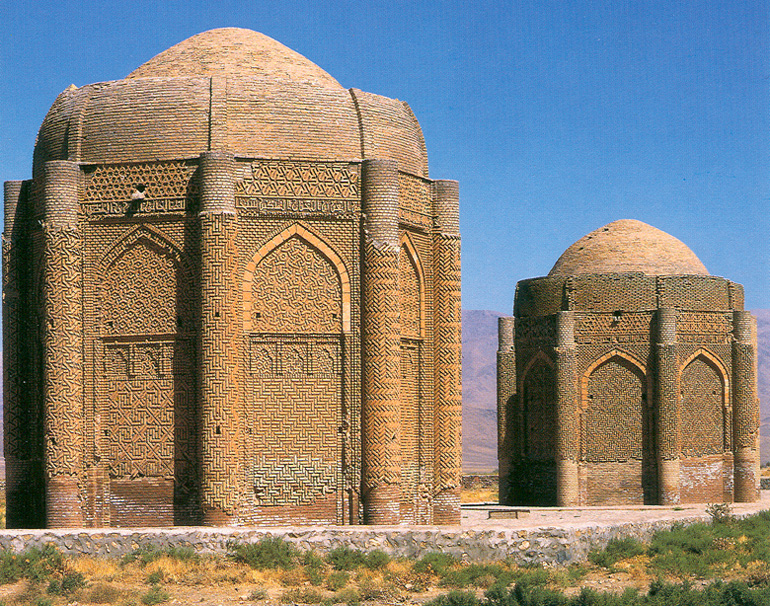
Karracsán-tornyok
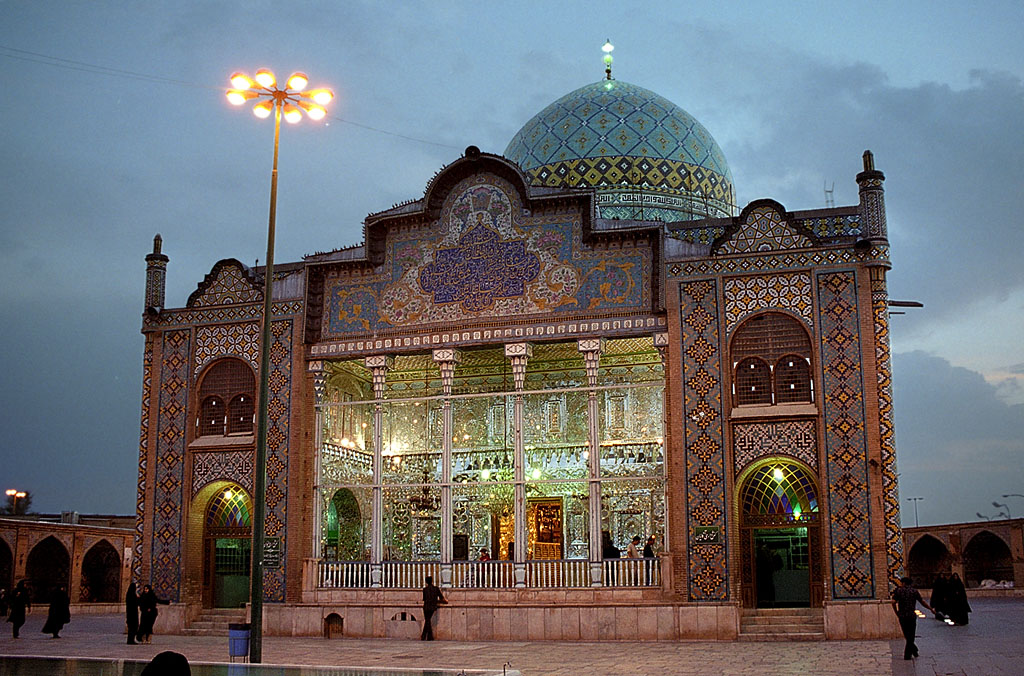